# Holbotia
Holbotia is een geslacht van uitgestorven vogels uit het Vroeg-Krijt van het huidige Mongolië, behorend tot de groep van de Enantiornithes. De enige benoemde soort is Holbotia ponomarenkoi.
In 1977 vond paleoentomoloog Alexandr Geogriewitsj Ponomarenko bij Cholboot in het Altaigebergte een concentratie kleine botjes van een of ander reptiel. Het fossiel werd in 1979 bestudeerd door Jewgeni Nikolajewitsj Koerotsjkin die eerst dacht dat het om een vogel ging. In 1991 publiceerde Koerotsjkin een populairwetenschappelijk artikel waarin een foto te zien was van het fossiel voorzien van een label waarop met de hand de naam Holbotia ponomarenkoi Kurochkin 1982 aangebracht was. In feite had hij in 1982 deze naam niet gepubliceerd en de vermelding in het artikel van 1991 leverde slechts een onbeschreven nomen nudum op. Als zodanig begon de naam wel in lijsten vermeld te worden. Koerotsjkin dacht indertijd dat het ging om de resten van een pterosauriër die als braakbal bewaard waren gebleven. In 1993 werd het Koerotsjkin door nieuw onderzoek duidelijk dat het in feite toch om een vogel gaat, wat in 1993 gemeld werd door David Unwin. In 1994 gebruikte Koerotsjkin daarvoor de naam Kholbotiaka, opnieuw zonder een beschrijving en vermoedelijk als transcriptie uit de Russische versie van de naam.
Na de dood van Koerotsjkin in 2011 benoemden en beschreven Nikita Zelenkow en Alexandr Awerianow in 2015 alsnog een Holbotia ponomarenkoi. De geslachtsnaam verwijst naar de vindplaats. De soortaanduiding eert Ponomarenko.
Het holotype PIN 3147-200 is gevonden in een meerafzetting van de Andaikhudagformatie die dateert uit het Hauterivien—Barremien. Het bestaat uit delen van de schedel, onderkaken, een halswervel, een schoudergordel waaronder een vorkbeen en een ravenbeksbeen, een achterpoot met dijbeen, scheenbeen en voet; en twee veren als deel van een organische massa die wellicht een heel verenkleed vertegenwoordigt. De twee veren waren de reden dat Koerotsjkin aan een braakbal dacht: die konden dan verklaard worden uit het door een roofdier opeten van zowel een pterosauriër als een vogel.
De grootte van Holbotia is lastig vast te stellen. Het dier had ongeveer de omvang van een kraai.
Een autapomorfie, unieke afgeleide eigenschap, is dat de het scheenbeen een verhoogde robuuste kam heeft aan de achterste buitenhoek van de onderkant. Het verhemelte is basaal en lijkt op dat van eerdere Theropoda, niet op dat van de moderne Neognathae. De kaken dragen tanden die vrij ver uit elkaar staan. De halswervel heeft voorste gewrichtsuitsteeksels waarvan de facetten ten dele naar beneden gedraaid zijn. Dit duidt op een extreme mobiliteit van de nek, vergelijkbaar met die van de moderne slangenhalsvogels. Het vorkbeen is V-vormig met een lang hypocleidium. De takken van het vorkbeen zijn verdikt. Het ravenbeksbeen is langwerpig en licht gebouwd. De middenvoetsbeenderen zijn langgerekt en graciel, slechts vergroeid aan hun bovenste uiteinden. De eerste teen is geopponeerd. De voorlaatste teenkootjes zijn van gelijke lengte.
Holbotia is in de Enantiornithes geplaatst. Zij zou daar volgens een kladistische analyse nauwer verwant zijn aan de afgeleide en tandeloze Gobipteryx dan aan meer basale tandeloze  enaniornithen uit het Vroeg-Krijt, een aanwijzing dat tandeloosheid zich in die groep meermalen moet hebben ontwikkeld.